# Bree BBC
Il VZW Breese Basketbalclub BBC, noto anche semplicemente come Bree BBC, è stata una società cestistica avente sede a Bree, in Belgio. Fondata nel 1960, ha giocato numerose stagioni nel massimo campionato belga e disputava le partite interne nel Tilmans Expo Center, che ha una capacità di 3.900 spettatori. Nel corso della cinquantennale storia (conclusasi per bancarotta) ha vinto un Campionato e una Supercoppa del Belgio.

## Palmarès
- Campionato belga: 1

2004-05
- Supercoppa del Belgio: 1

2005